# Impatiens truncata
Impatiens truncata är en balsaminväxtart som beskrevs av Thw. Impatiens truncata ingår i släktet balsaminer, och familjen balsaminväxter. Inga underarter finns listade i Catalogue of Life.